# RadioNews たね蒔きジャーナル
RadioNews たね蒔きジャーナル（ラジオニュース たねまきジャーナル）は、2009年10月5日から2012年9月29日まで、MBSラジオで毎週月曜日 - 金曜日の21:00 - 22:00に放送されていた報道・情報・川柳番組。

## 概要
2008年4月から1年半放送された『MBSニュースレーダー』の後継番組。同番組の出演者から水野晶子、亀井希生（以上MBSアナウンサー）、近藤勝重、野村朋未が続投。『はやみみラジオ!水野晶子です』→『ニュースレーダー』金曜日に放送されてきたリスナーからの時事川柳紹介企画を全曜日に拡大するほか、『ニュースレーダー』から一部のコーナー（『幸せの雑学』など）を継続した。
番組開始から2010年10月1日までは、『RadioNews たねまきジャーナル』のタイトルで放送。第1回放送（月曜日の前枠番組『MBSマンデースペシャル』を統合した2時間スペシャル）では、番組タイトルの「たねまき」の意味について、「放送日のニュース・情報を届けるだけに限らず、花になれば大きくなりそうなニュースを、“たね”の段階から当番組で取材・注目しよう」との説明があった。それにもかかわらず、ゲストはおろか、レギュラー陣までタイトルを『たまねぎジャーナル』と間違える事例が頻発。このため、2010年10月4日の放送から、『RadioNews たね蒔きジャーナル』に表記を改めた。
当番組の制作は、毎日放送ラジオ報道部が担当。『諸口あきらのイブニングレーダー』 から続く報道・情報系平日帯ワイド番組の系譜を継いだ。ただし、毎日新聞の編集・論説委員や編集長が毎回コメンテーターとして登場したり、中継リポートを野村やMBSのアナウンサーが担当したりする点などが『ニュースレーダー』と異なる。また、選挙や重要な政策・社会問題をメインテーマで扱う場合には、対立関係にある当事者（国会議員や選挙への立候補者など）同士の討論を生放送中に実施している。
当番組のオープニングでは、メインキャスターが「小さな出来事　ニュースの“たね”を　見逃しません　伝えます」との決まり文句を言ってから、タイトルコールに入る。また、“たね”に当たる情報の提供・取材希望、番組内で取り上げて欲しいニュース、時事川柳をリスナーから随時募集。放送中にも、電子メールとFAXで受け付けていた。
2009年12月24日の放送を最後に、野村が産休を理由に降板。以降の放送では、木曜日の出演者が男性のみになっている。また、水野の休暇時には、亀井や千葉猛がメインキャスターを担当することが多かった。2010年9月15日の放送では、石田敦子（元・MBSアナウンサー、現・東京支社編成部プロデューサー）が、同支社のスタジオから水野の代役キャスターとして7年振りに生放送番組へ出演した。
2011年3月11日に東日本大震災が発生した際には、当番組の放送枠を拡大する形で、MBSラジオの独自制作による報道特別番組を放送。同月15日から25日まで、同地震に関する報道特別番組『ネットワーク3・11』を21:00 - 21:30に編成するため、放送時間を30分繰り下げた。また、同震災の影響で日本プロ野球の開幕が延期されたため、3月29日から4月1日までは『MBSタイガースライブ』の代替番組として20:00からの2時間枠で放送した。
なお当番組では、東日本大震災以降の放送で、原子力発電所に関する問題を積極的に報道。2012年3月には、一連の報道活動に対して、財団法人坂田記念ジャーナリズム振興財団から第19回坂田記念ジャーナリズム賞の特別賞が贈られた。
しかしMBSラジオは、2012年10月の番組改編を機に、当番組を終了することを決定（後述）。水野も、同年9月19日の放送中に、同月29日（金曜日）の放送をもって3年間の歴史に幕を下ろすことを正式に発表した。同年10月からは、当番組の放送枠のうち、金曜日のみ水野が出演する後継番組『報道するラジオ』に充てた。また、ナイターオフ期間（2012年10月 - 2013年3月）の火〜木曜日には、毎日放送ラジオ報道部・スポーツ部・編成部の共同制作による4時間6分の生ワイド番組『with…夜はラジオと決めてます』（以下『夜ラジ』と略記）の放送枠に組み込んでいる。

### 時事川柳
- 番組の性質上、放送日や直近のニュースに対する意見や批判などを込めた川柳が多い。放送中でも受け付けているため、ニュースの合間にメインキャスターがリスナーからの川柳を紹介することもあった。
- 金曜日には、放送週の主な出来事とともに、リスナーからの時事川柳を紹介。「近藤流師範」を名乗る近藤が、その週の川柳大賞を選んでいた。
- 当企画を詳しく知らないゲストがコメンテーターとしてニュースを解説している間にも、リスナーからの反応を取り上げる名目で、メインキャスターが唐突に川柳を紹介することがあった。ニュース番組にそぐわないようなラジオネームのリスナーの作品でもそのまま紹介するため、ゲストが反応に困ったり苦笑したりすることも珍しくなかった。

## 放送時間
毎週月 - 金曜日　21:00 - 22:00
- 前枠の『MBSタイガースライブ』が延長した場合には、繰り下げて放送。ただし、23時以降に中継が終了した場合には、中継終了直後から24時までの短縮放送で対応していた。
- 月曜に阪神戦ナイターが開催され、『MBSタイガースライブスペシャル』としてナイター中継を行う場合、月曜19時のレギュラー番組 を放送するため、ナイター終了30分後からの放送となる（他曜日はナイター終了後すぐの放送）。なお、ナイターが雨天中止となった場合は定時スタートとなる（2011年5月24日が該当）。
- 2011年3月15日-25日は、暫定措置として放送枠を21:30 - 22:30に移動、またプロ野球開幕の延期を受けて3月29日-4月1日も放送時間を20時から22時に拡大した公開生放送スペシャルとした（前述）。

以下のタイムテーブルは、定時で放送する場合のおおよその時刻で表記。
- 月 - 木曜日
  - 21:00-21:10：オープニング
  - 21:10-21:30：今日のニュース
  - 21:30-21:50：特集or中継
  - 21:50-22:00：ニュース、天気予報、エンディング
- 金曜日
  - 21:00-21:10：オープニング
  - 21:10-21:25：今日のニュース
  - 21:25-21:30：川柳で振り返るプレーバック川柳（月末は、「月間時事川柳大賞」[5]）
  - 21:30-21:45：水野晶子のどないなっとるねん
  - 21:45-21:55：近藤勝重の幸せの雑学[6]
  - 21:55-22:00：ニュース、天気予報、エンディング

## 出演者
◎：出演時点でMBSアナウンサー
●：（月曜日放送の関連番組『夜はラジオと決めてます〜大人な音楽館』を含む）『夜ラジ』シリーズでも続投
○：『報道するラジオ』にもレギュラー出演

### 放送終了時点
| 曜日 | 月曜日        | 火曜日        | 水曜日        | 木曜日                                                  | 金曜日        |
| --- | ------------- | ------------- | ------------- | ------------------------------------------------------- | ------------- |
| メインキャスター | - 水野晶子◎●○ | - 水野晶子◎●○ | - 水野晶子◎●○ | - 千葉猛◎●                                              | - 水野晶子◎●○ |
| ニュースキャスター | - 千葉猛◎●    | - 千葉猛◎●    | - 上田崇順◎●  | - 上田崇順◎●                                            | - 亀井希生◎●  |
| 中継リポーター | - 上田崇順◎●  | - 上田崇順◎●  |               | - 河本光正◎●                                            |               |
| コメンテーター | - 平野幸夫●○  | - 平野幸夫●○  | - 近藤勝重●   | - 池田昭 - 近藤伸二 - 藤田悟 - 二木一夫● 週代わりで担当 | - 近藤勝重●   |
| 空白部分は該当者なし。 上記の人物以外にも、毎日放送ラジオ報道部の東京支社国会担当記者（番組終了時の担当は神崎智大）が、東京からの生中継で国会・主要政党・国会議員の動向を報告。神崎は、『夜ラジ』シリーズや『報道するラジオ』でも、同様のパターンでニュースコーナーや特集へ出演している。 コメンテーター以外はMBSアナウンサー。コメンテーター休暇時には、朴一などが代役でコメンテーターを務める。 |               |               |               |                                                         |               |

東日本大震災の発生以降の放送では、小出裕章（京都大学原子炉実験所助教）が電話でコメントを寄せたり、スタジオゲストとして出演したりすることが多かった。

### 過去
- 野村朋未（セイ所属のフリーアナウンサー）
  - 番組開始から2009年12月24日まで、水曜の中継リポーターと木曜のサブキャスターを担当。2010年1月から産休に入った後は、当番組を含めてMBSラジオの番組から遠ざかっていた。当番組の終了後に、『夜ラジ』水曜日のアシスタントとして、同局の番組へ復帰。

## 特集

### 東日本大震災以後
MBSラジオでは、サービスエリアの兵庫県内で1995年に阪神・淡路大震災が発生した直後から、防災情報・震災被災者支援番組『ネットワーク1・17』をレギュラーで放送してきた。東日本大震災発生以降は、同番組のノウハウを生かしながら、被災地の現状や被災者の心のケアを随時報告。この震災に起因する東京電力福島第一原子力発電所事故に関する報道や特集では、小出裕章など原子力研究の専門家を連日ゲストに迎えたうえで、事故による環境や人体などへの影響などを厳しく追及していた。
また、福島第一原子力発電所事故や地震・大津波に直面した被災地の実情を、キャスター陣や番組スタッフなどが随時取材。被災地の生々しい現状を刻々と伝えた。以上のスタンスは、後継番組の『報道するラジオ』にも引き継がれている。単独番組や生ワイド番組の内包コーナーとして放送される『MBSニュース』でも、前述の事故の発生を機に、原子力発電所や脱原発を巡る日本全国の動きをストレートニュースで細かく伝えるようになった。

## 番組終了に関する騒動
2012年7月には、MBSラジオが人件費の削減などを理由に、同年10月改編で当番組の終了を検討していることが「朝日新聞」などの報道で判明した。
これに対して、上記の報道姿勢を支持するリスナーの有志や、当番組へたびたび出演していた有識者（石丸次郎・石井彰・湯浅誠など）が「すきすきたねまきの会」を結成。4,500件以上の署名や約1,000万円の寄付金を集めた上で、毎日放送へ届けるなどの存続運動を展開した。また、「朝日新聞」や「東京新聞」では、当番組の名称を明示しながら特集やコラムで以上の動きを取り上げていた。しかしMBSラジオでは、ラジオ報道部が制作していた当番組や『ネットワーク1・17』 を、2012年10月改編で終了させた。

## 番組終了後の動き

### MBSラジオでの番組再編
MBSラジオでは『ネットワーク1・17』を、『夜ラジ』火曜日の報道系企画コーナーとして継続。また、当番組での特集企画を、『報道するラジオ』の特集や『夜ラジ』の「ニュース深掘り」（水・木曜日の報道系特集コーナー）に引き継がせている。ただし『夜ラジ』では、『MBSタイガースライブスペシャル』でポストシーズンゲームを中継する場合に、放送時間を当番組の基本放送枠にまで短縮。その上で、ニュースと「お天気のお知らせ」のみ放送していた。
『夜ラジ』には、当番組から亀井がパートナーとして木・金曜日に出演。番組内のニュースコーナーには、水野・千葉・上田・近藤・平野・二木が日替わりで登場する。また、当番組金曜日の「しあわせの雑学」は、スポンサーを含めて『夜ラジ』金曜日で継続。『大人な音楽館』では、河本がニュースキャスター、平野がコメンテーターを務めていた。
なお、『夜ラジ』『大人な音楽館』は、ナイターオフ限定番組のため2013年3月で終了した。同年4月以降は、『報道するラジオ』を継続する一方で、『ネットワーク1・17』を再び独立番組として月曜日に放送。「しあわせの雑学」も、水野をパートナーに復帰させたうえで、『ナイターのあともラジオと決めちゃいます?』（ナイターシーズン限定のフィラー番組）木曜日　→　『週刊ますだスポーツ』（2013年度のナイターオフ番組）の内包コーナーとして放送を続けていた。しかし、『週刊ますだスポーツ』2013年度の最終放送（2014年3月27日）で終止符を打った。

### リスナー有志による『ラジオフォーラム』の放送
「すきすきたねまきの会」では、上記の寄付金や存続運動の参加メンバーを基に、原子力発電所などの社会問題に対する当番組のスタンスを受け継ぐ1時間の報道番組『ラジオフォーラム』の制作を計画。毎日放送以外の地上波ラジオ数局との交渉の末に、2013年1月12日から、コミュニティーFM局のラヂオきしわだで毎週土曜日の21:00 - 21:59に放送されている。
「すきすきたねまきの会」は、『ラジオフォーラム』の放送開始決定を機に、2012年末で活動を終了。2013年には、当番組へ折に触れて出演していた石丸・湯浅・石井・西谷文和・今西憲之による運営の下に、一般社団法人「ラジオ・アクセス・フォーラム (RAF)」を設立した。『ラジオフォーラム』でも、彼らが制作や支援活動に携わっているほか、交代でパーソナリティーを務めている。毎日放送のサービスエリアである近畿地方では、ラジオきしわだ以外のコミュニティーFM数局でも順次放送。2014年1月5日深夜（6日未明）からは、毎日放送（MBSラジオ）と同じNRN加盟局のKBS京都がネットを開始した。

## 関連書籍
- ラジオは真実を報道できるか　市民が支える「ラジオフォーラム」の挑戦（ラジオフォーラム ・小出裕章 著、2015年2月、岩波書店）ISBN 	9784000255011，石井彰・石丸次郎・今西憲之・景山佳代子・小出裕章・谷岡理香・西谷文和・湯浅誠・木内みどりの文章。